# Nice (Rollins Band)
Nice è il settimo album in studio del gruppo musicale statunitense Rollins Band, pubblicato nel 2001.

## Tracce
1. One Shot - 3:03
2. Up for It - 4:39
3. Gone Inside the Zero - 2:39
4. Hello - 3:04
5. What's the Matter Man - 2:58
6. Your Number Is One - 4:27
7. Stop Look and Listen - 1:48
8. I Want So Much More - 3:42
9. Hangin' Around - 5:25
10. Going Out Strange - 4:51
11. We Walk Alone - 3:59
12. Let That Devil Out - 4:21